# Carlos Eugenio Restrepo
Carlos Eugenio Restrepo Restrepo (Medellín, 12 de septiembre de 1867- Ibídem, 6 de julio de 1937) fue un político, abogado, periodista, escritor, empresario y militar colombiano. Fue presidente de Colombia entre el 7 de agosto de 1910 y el 7 de agosto de 1914.
Miembro del Partido Conservador Colombiano  y militante de la coalición de la Unión Republicana.
Restrepo fue opositor al gobierno de Rafael Reyes, y se destacó como periodista y analista político. También fue empresario, siendo miembro y presidente de la primera Junta Directiva de la Cámara de Comercio de Medellín para Antioquia, y fundador y gerente de la Compañía Antioqueña de Tejidos.
Como abogado fue Inspector de Instrucción Pública, Secretario de Juzgado Superior, Juez Superior de Circuito de Antioquia, Concejal de Medellín, Secretario de Gobierno. Y como político ocupó los cargos de Ministro de Gobierno y Embajador ante la Santa Sede durante el gobierno de Enrique Olaya Herrera.
Fue presidente de su país entre 1910 y 1914 por el movimiento de la Unión Republicana. Se ganó el apodo de Monsieur Veto por sus políticas de censura.
Durante su gobierno se concretó la cesión de los derechos de construcción del Canal de Panamá de Colombia a Estados Unidos, a cambio de una indemnización. También logró mantener la neutralidad de Colombia durante los primeros días de la Primera Guerra Mundial y promovió la libertad de prensa, de pensamiento y la tolerancia religiosa.

## Biografía
Carlos nació en Medellín, capital del Estado Soberano de Antioquia, el 12 de septiembre de 1867, en un hogar de la élite antioqueña de la época.
Cursó estudios en el Instituto de Enseñanza Superior y luego ingresó al Seminario Conciliar de Medellín, donde conoció a Clodomiro Ramírez. Suspendió sus estudios de Derecho por la guerra civil de 1885, cuando tenía 18 años, durante la presidencia de Rafael Núñez. Sin embargo pudo continuar con sus estudios de forma autodidacta y alternó su educación con un trabajo en la oficina de abogados que su padre tenía con el abogado Alejandro Botero Uribe, quien fue Ministro de Gobierno en 1909.
Adicionalmente inició sus labores de abogado como secretario en un juzgado superior de Medellín, y luego como juez superior de la ciudad. Como empresario fue el creador de la Imprenta Departamental de Antioquia en 1882, fundador de la Lotería de Medellín, y el 9 de febrero de 1899, cofundó con su socio Gonzalo Escobar, la Sociedad de Mejoras Públicas.
La empresa fue muy importante porque le devolvió a su ciudad "el orden y la belleza", tras los destrozos generados durante la guerra civil de 1889. Muchas de las obras de ésa empresa siguen existiendo en la actualidad. Una de las grandes obras de la empresa fue la telefonía por cable para la ciudad.

### Breve vida militarː La Guerra de los Mil Días
Restrepo se unió voluntariamente al bando conservador durante los inicios de la guerra de los Mil Días, luchando para las tropas al mando del presidente conservador Manuel Antonio Sanclemente, llegando a ser nombrado Jefe del Estado Mayor del general Pedro Nel Ospina.
Uno de sus hermanos mayores, Eliseo Restrepo, se unió a las hostilidades también, pero terminó muriendo soltero y sin hijos durante un combate en Turbaco, el 18 de julio de 1900. Este hecho marcó profundamente a Carlos, quien desde ese momento abogó por la pacificación y la concertación en un país dividido entre conservadores y liberales.

### Vida civilː periodismo, empresa y política
Terminada la guerra, Restrepo trabajó como periodista. Entre sus actividades vale la pena mencionar que dirigió El Correo de Antioquía, fundó La República en 1891 (que no debe ser confundido en el diario homónimo fundado en 1954 por el expresidente Mariano Ospina Pérez ni con el homónimo de 1924 fundado por Alfonso Villegas Restrepo).
Participó en la creación de la Sociedad de San Vicente de Paúl (1890).
Además colaboró en otras revistas antioqueñas de principios del siglo XX como El Montañés (1899), La Miscelánea (1888, 1905), Lectura y Arte (1903) y Alpha (1906, 1907, 1908, 1910), con artículos políticos, literarios, religiosos y traducciones, ya que dominaba el francés.
En 1900 fue nombrado director del círculo académico Casino Literario, y luego rector de la Universidad de Antioquia entre abril de 1901 a abril de 1902, llevando a cabo una importante reforma al programa de estudios de la universidad, y allí fungió como profesor de derecho romano, economía política y derecho constitucional.
En 1909 inició su carrera política como miembro de la Cámara de Representantes por el Partido Conservador, donde cofundó la coalición Unión Republicana, con la cual reunió a políticos del liberalismo y de su propio partido en torno a la unidad política en el país.

#### Oposición al gobierno de Rafael Reyes
Durante los primeros años del siglo XX, Restrepo fundó la revista Vida Nueva, desde donde hizo oposición al gobierno de Rafael Reyes Prieto.
También conspiró con colegas para derrocar a Reyes, y como abogado colaboró con su compañero Clodomiro con la defensa del político Enrique Olaya Herrera, quien fue encarcelado por el gobierno en Cartagena, logrando su absolución. De hecho, Restrepo defendió la libertad de Olaya a través de una carta que suscribió junto a otros intelectuales de su región, y que dirigió al presidente el 17 de mayo de 1909.
La crisis institucional derivada de la renuncia forzosa del presidente Reyes y la toma de posesión de su exvicepresidente Ramón González como su reemplazo (pese a que Reyes dejó en el cargo a Jorge Holguín) llevó a la conformación de una Asamblea Nacional que reformara la Constitución de 1886. Entre los cambios hechos se dispuso que la Asamblea elegiría al sucesor de González por medio del voto indirecto. El propio Restrepo fue responsable de que González asumiera el poder, dado que éste estaba enemistado con Reyes desde 1905.

### Candidatura presidencial
El 15 de julio de 1910 la Asamblea Nacional eligió a Restrepo como presidente de la nación por 23 votos a su favor contra 18 del conservador José Vicente Concha, convirtiéndose en el primer antioqueño en ganar la presidencia. A pesar de su inmenso apoyo, Restrepo no era el candidato favorito, ya que era visto como "un periodista provinciano" adepto al republicanismo. A pesar de esta visión, Restrepo recibió el respaldo de un sector importante de los asambleístas por el miedo de éstos de volver a una guerra civil, y por su basta preparación en el campo jurídico.
Al parecer ni el mismo Restrepo esperaba ganar la contienda, ya que su partido planeaba postular la candidatura de Nicolás Esguerra, otro fundador de la coalición. Según Credencial Historia los conservadores obligaron a los republicanos a postular a Restrepo, so pena de retirarse de la coalición. Enrique Olaya Herrera fue el artífice del pacto, y gracias a él Esguerra declinó a la postulación.

## Presidencia (1910-1914)

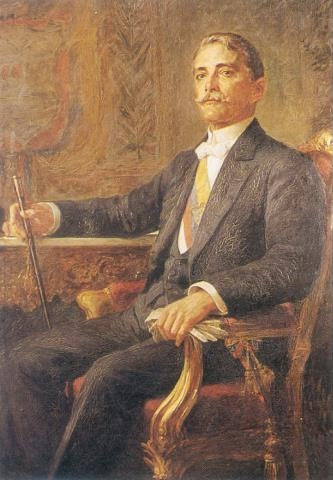
Carlos Eugenio Restrepo Restrepo, 1910, por Ricardo Acevedo Bernal. Museo Nacional de Colombia, Bogotá.

Restrepo asumió la presidencia el 7 de agosto de 1910, cuando tenía 42 años de edad, ese día el expresidente González, lo amenazó con darle un golpe de Estado si no le otorgaba participación en el gabinete, a lo que Restrepo se opuso, pues siendo conservador buscaba la unidad nacional. Fue el primer presidente que gobernó por 4 años de forma ininterrumpida hasta 1921, cuando el conservador Marco Fidel Suárez renunció a un año de terminar su período. También fue el primero que gobernó por 4 años luego de la reforma de 1910, período que actualmente está vigente en el país.

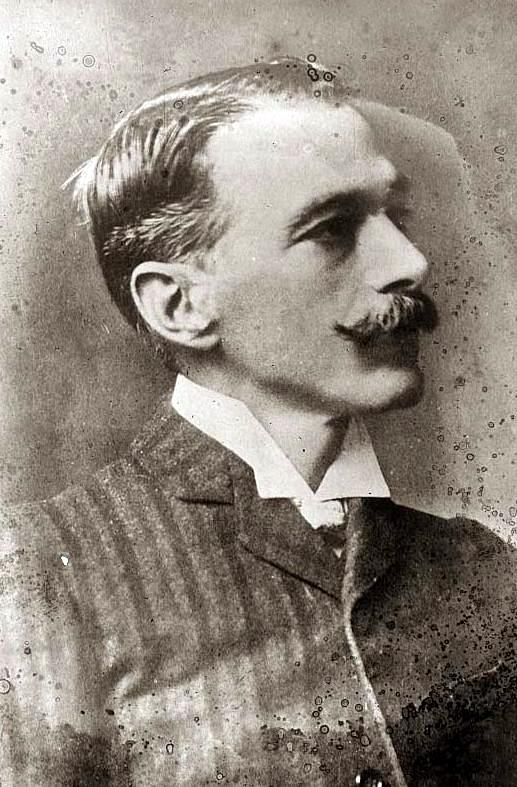
Restrepo en septiembre de 1910, a un mes de su elección presidencial.

Durante su gobierno, se crearon varias Intendencias y Comisarías, se construyeron varios ferrocarriles, enfrentó la crisis política que inició con la Primera Guerra Mundial, manteniendo al país neutral; se abolió la pena de muerte, se prohibió el voto para los militares y policías y se estableció la reunión anual del Congreso; apoyó la exportación del café y luchó contra enfermedades tropicales. Fue firmado el tratado Urrutia-Thompson con los Estados Unidos que indemnizaba a Colombia por la pérdida de Panamá con veinticinco millones de dólares y libre paso por el Canal para las naves colombianas, además reestableció las relaciones diplomáticas con ese país.

### Controversias
Carlos Eugenio Restrepo se vio criticado por una escaramuza expansionista desde Caquetá hacia el Perú conocida como Conflicto de La Pedrera entre el 10 y el 11 de junio de 1911, con altos costos en vidas humanas y ningún beneficio para el país, ya que hubo un gasto excesivo de recursos y sus tropas fueron diezmadas por enfermedades tropicales como la malaria y el paludismo. Los historiadores de ambos países han intentado esconder el conflicto pero actualmente los registros están resurgiendo, confirmando la existencia del conflicto. Una consecuencia del suceso fue la guerra colombo-peruana de 1933.
En lo político sostuvo una lucha permanente con el clero para mantener a raya las injerencias de la iglesia, que prácticamente cogobernó al país durante los largos años de la Hegemonía Conservadora. El presidente defendió a ultranza la libertad de cultos, la libertad de prensa y de expresión. Esas posturas lo llevaron a ser blanco de los ataques de los partidos tradicionales, que estaban conspirando desde el inicio de su gobierno para obligarlo a renunciar. Se ganó el apodo de Monsieur Veto pues en repetidas ocasiones vetó leyes que no consideró beneficiosas para el país. El partido político de Carlos E. (La Unión Republicana) estaba tan debilitado al finalizar su periodo que lo apodaban el Canapé Republicano, pues todos sus miembros cabían en un sofá.[cita requerida]

## Pospresidencia
Restrepo entregó el cargo el 7 de agosto de 1914 a colega del conservatismo José Vicente Concha, quien derrotó en la elección de 1914 al militar Rafael Uribe Uribe (quien sería asesinado meses después en las escalinatas del Capitolio Nacional). Dejó el cargo en medio de ovaciones y agradecimientos por su gestión tanto de parte de los ciudadanos como de otros políticos e incluso de rivales suyos.
Luego de terminar su mandato, Restrepo se mantuvo al margen de la política, regresando a Medellín, donde se vinculó con la industria privada. Creó la revista Colombia en 1916 donde tuvo una columna, hasta el cierre de la publicación en 1922. También fue gerente de la Compañía Colombiana de Tabaco en 1919 y de la Naviera Fluvial Colombiana, miembro de la junta directiva principal de Bancoquia entre 1920 y 1923.
Apoyó la creación de las Empresas Públicas Municipales (hoy EPM) en 1920, fue uno de los fundadores y primer presidente honorario del Club Rotario de Medellín en 1927 y también ayudó con la Carta Constitutiva del Club de parte de Rotary International en 1928.

### Regreso al gobierno
A principios de enero de 1930, Restrepo se adhirió a la campaña de Enrique Olaya Herrera (quien había sido canciller de Restrepo hasta 1911), y muy a pesar de que éste era liberal; Restrepo buscaba con el apoyo a Olaya combatir la Hegemonía Conservadora y crear un gobierno de coalición, como la que lo llevó al poder en 1910. La victoria de Olaya en las elecciones presidenciales de febrero de 1930 selló la derrota de los conservadores después de casi 50 años en el poder, dando así inicio a la República Liberal.
En compensación por el apoyo de Restrepo, Olaya lo nombró ministro de gobierno (el segundo cargo más importante después de la presidencia), estando en el cargo desde el 7 de agosto de 1930 hasta el 28 de julio de 1931. Se caracterizó por anteponer los intereses del país a los de los partidos, bajo el lema "Concertación Nacional".

Restrepo dejó el ministerio para ser designado como embajador de Colombia ante la Santa Sede, donde su hermano Juan María ya llevaba varios años trabajando, y se le levantó la sanción de excomunión para que pudiera aceptar el cargo. Allí se encargó de velar por la salud de las relaciones diplomáticas de Olaya con el Papa Pío XI. Restrepo vivió en Roma hasta la terminación del gobierno de Enrique Olaya, en 1934. 

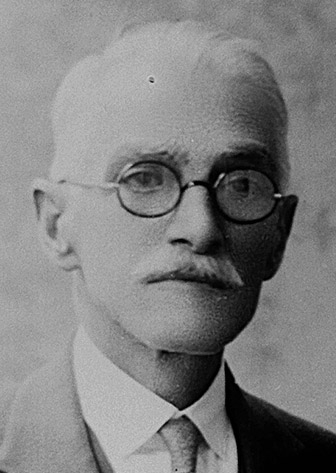
Restrepo en su vejez, retratado por Benjamín de la Calle.

Se retiró definitivamente de la política para dedicarse a sus negocios, pero según su amigo Clodomiro, Restrepo llegó a sus últimos días en la miseria, dado que por la crisis económica tuvo que vender su casa y la hacienda familiar.

### Muerte
Falleció en su casa de Medellín, durante la madrugada del martes 6 de julio de 1937 a los 69 años de edad, a causa de una neumonía. Se sabe que la noche de su fallecimiento el presidente Alfonso López Pumarejo tenía programada una visita a Huila, pero decidió cancelarla para dedicar el día siguiente a presidir los honores a Restrepo.
Sus restos se expusieron en cámara ardiente en la sede de la Asamblea Departamental de Antioquia en el Palacio Calibío, en ese tiempo sede del gobierno departamental, para sus respectivos honores póstumos, que fueron ampliamente concurridos por intelectuales, políticos, amigos, colegas y gente del común. Luego un cortejo fúnebre llevó sus despojos mortales hasta la Catedral donde fueron recibidos por el arzobispo Tiberio de Jesús Salazar y Herrera y el Capítulo Metropolitano. Alrededor de las 10 a. m. y con lleno total comenzó la misa funeral del Expresidente y terminada la ceremonia se inició en el Parque de Bolívar otro cortejo fúnebre que llevó sus restos mortales hasta el Cementerio San Pedro donde fue sepultado. Adicionalmente se decretaron cese de actividades en el departamento y luto nacional por el presidente López.

## Vida privada

### Pensamiento
A pesar de ser católico, Restrepo se opuso incluso después de su gobierno a la peligrosa adquisición de poder político por parte de la Iglesia Católica y a que la gente estaba perdiendo la fe porque la Iglesia asumía los errores que los políticos cometían por su influencia. Estas actitudes laicistas le valieron que fuera excomulgado por las autoridades eclesiales. La tolerancia fue su bandera durante toda la vida; una vez llegó a decir, luego de recibir críticas de otros conservadores ː

"Soy católico, pero como jefe civil del Estado --dándole a la religión católica las garantías que le reconoce la Constitución Nacional-- no puedo erigirme en pontífice de ningún credo y sólo seré el guardián de la libertad de las creencias, cualesquiera que sean, de todos los colombianos."

Restrepo también fue defensor de los derechos femeninos y en especial, de la educación para las mujeres. Se sabe que en 1905, en un festival cultural celebrado en el Teatro Bolívar de Medellín, pidió la ovación para la maestra María Rojas Tejada, quien estaba hablando sobre los derechos de las mujeres, y a quien se considera como al primera mujer conferencista de la historia del país. En 1930 Restrepo volvió a hacer público su apoyo a las mujeres cuando promovió un proyecto presentado días antes en el IV Congreso Femenino de 1930.

### Familia
Carlos era hijo de Pedro Martín Antonio Restrepo y Cruzana Restrepo Jaramillo, todos miembros de la prestigiosa familia antioqueña de los Restrepo. Los hermanos de Carlos fueron el exitoso empresario antioqueño Nicanor Restrepo Restrepo, abuelo del también empresario Nicanor Restrepo Santamaría; y el teólogo Juan María Restrepo, quien estuvo al servicio de la Santa Sede. También fue hermano de Luis María, Concepción, Cruzana, Tulia, Inés, Eliseo y Abel Restrepo Restrepo. 

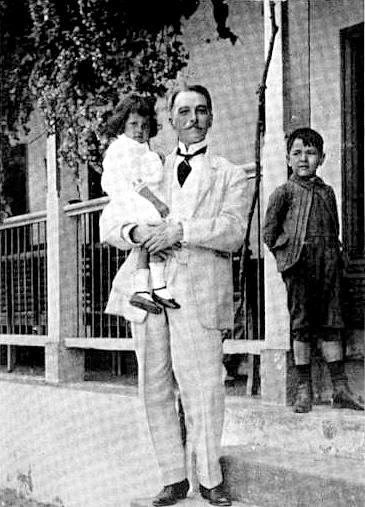
Restrepo y dos de sus hijos en Fusagasugá, 1910.

Su padre era sobrino del jurisconsulto y prócer de la Independencia colombiana José Félix de Restrepo, quien también fue educado por el sacerdote y botánico español José Celestino Mutis. Tanto de Restrepo como Mutis participaron en la Expedición botánica, que fue determinante en la Ilustración criolla.
José Félix, estaba casado con la aristócrata Tomasa Sarasti, sobrina del filántropo y empresario caucano Pedro Agustín de Valencia, pariente lejano de la familia Valencia, a la que pertenecen el poeta y político Guillermo Valencia, su hijo el expresidente conservador Guillermo León Valencia, y su biznieta la senadora Paloma Valencia, entre muchos otros. Así mismo, la biznieta de José Félix y Tomasa fue Amalia Restrepo Briceño, que casada con el científico Federico Lleras Acosta era la madre del expresidente Carlos Lleras Restrepo.

### Matrimonio y descendencia
Carlos estaba casado con Isabel Gaviria Duque, con quien contrajo nupcias el 16 de abril de 1890, y con quien tuvo a sus 9 hijosː Tulia, Carlos Ignacio, Sofía, Margarita, José Mario, Ana, Adolfo, Vicente e Isabel Restrepo Gaviria. Su hija Margarita se casó con el poeta, escritor y filósofo Fernando González, autor de Viaje a Pie, unión de la cual nació el político y escritor Simón González Restrepo.

## Legado

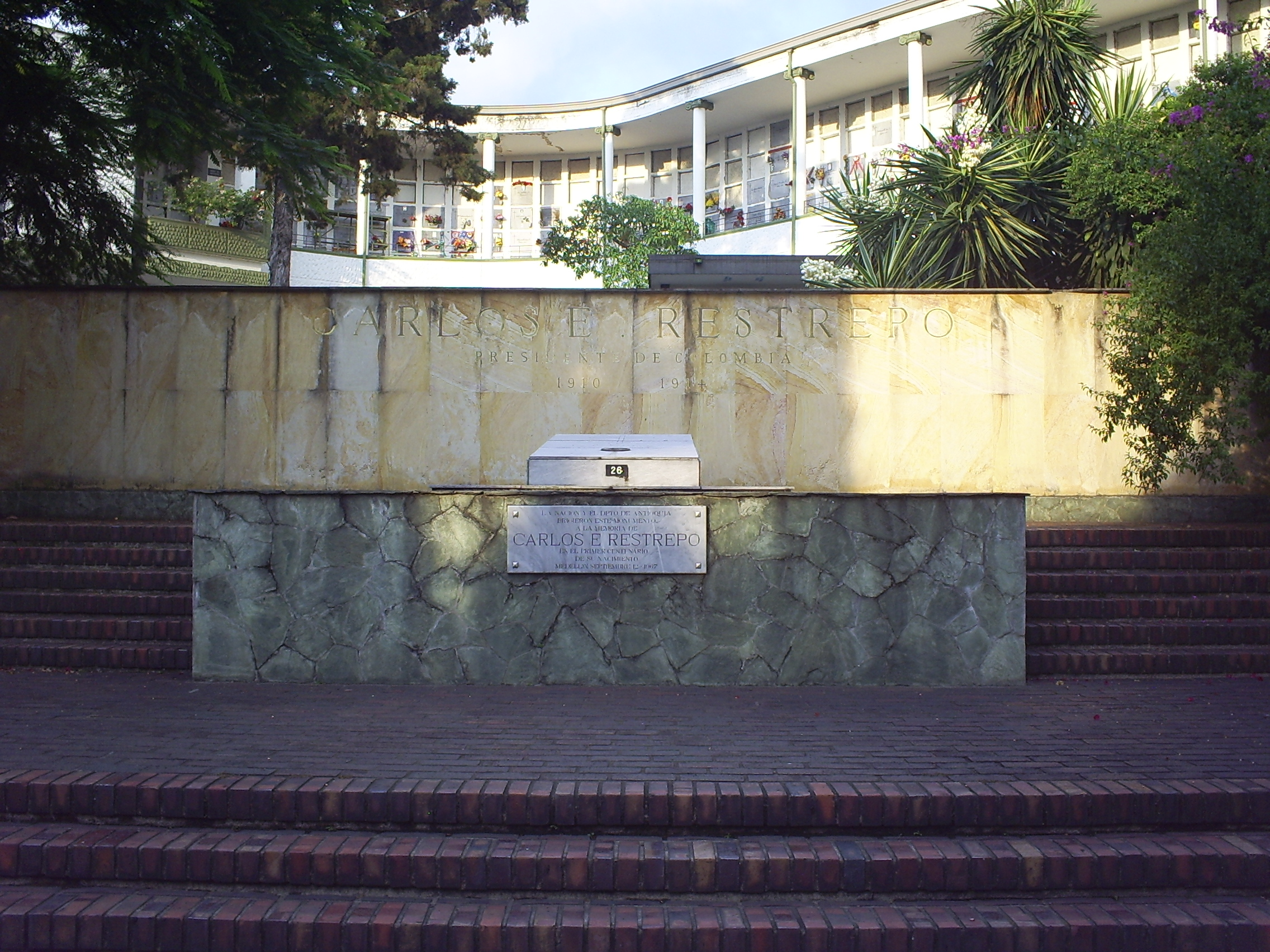
Cementerio Museo San Pedro, con una placa en honor a Restrepo

El Cementerio Museo San Pedro donde yacen los restos de Restrepo se convirtió en un monumento nacional por la belleza de las tumbas levantadas allí y la riqueza histórica, arquitectónica y cultural que alberga en su interior (como el músico Elkin Ramírez, el periodista Fidel Cano, temporalmente el cantante argentino Carlos Gardel, y los expresidentes Mariano Ospina Rodríguez y Pedro Nel Ospina Vásquez). La declaración del cementerio como monumento se dio en 1999 bajo el gobierno de Andrés Pastrana.
Su empresa, la Sociedad de mejores públicas de Medellín, continuó con importantes obras que aún existen el Aeropuerto Olaya Herrera, el Hotel Nutibara y la Biblioteca Pública Piloto.
En su honor, uno de los barrios tradicionales de Medellín llevan su nombre, en el cual existen varios edificios culturales, como la Biblioteca Pública Piloto y el Centro Cultural Facultad de Artes Universidad de Antioquia.
El gobierno de Belisario Betancur creó en su honor la Escuela de Policía Nacional Carlos Eugenio Restrepo (ESCER), mediante el decreto 936 de 1984. La escuela se ubica en La Estrella (Antioquia) y lleva el nombre de Restrepo porque fue el primer presidente antioqueño, y por el apoyo del que gozó la educación durante su gobierno.